# Comarca Noroeste (La Palma)
Die Comarca Noroeste ist eine der 15 Comarcas in der Provinz Santa Cruz de Tenerife.
Die im Nordwesten der Insel La Palma gelegene Comarca umfasst drei Gemeinden auf einer Fläche von 187,86 km².

## Gemeinden
| Gemeinde         | Einwohner (2024) | Fläche km² | Dichte Einw./km² | Cod INE | Postleitzahl |
| ---------------- | ---------------- | ---------- | ---------------- | ------- | ------------ |
| Garafía          | 1.983            | 103,00     | 19               | 38016   | 38787        |
| Puntagorda       | 2.355            | 31,10      | 76               | 38029   | 38789        |
| Tijarafe         | 2.684            | 53,76      | 50               | 38047   | 38780        |
| Comarca Noroeste |                  | 187,86     | 0                | –       | –            |

## Nachweise
1. ↑  Instituto Nacional de Estadística Municipal Register of Spain
2. ↑  Regionen und Großregionen der Kanarischen Inseln, territoriale Abgrenzungen für statistische Zwecke